# دروكورت (باد كاليه)
دروكورت، باد كاليه (بالفرنسية: Drocourt, Pas-de-Calais)‏ هي بلدية تقع في إقليم باد كاليه من منطقة نور با دو كاليه في شمال فرنسا. تبلغ مساحة هذه المدينة 3.4 (كم²)، وترتفع عن سطح البحر 41 م، يبلغ عدد سكانها 3115 نسمة حسب إحصاء المعهد الوطني للإحصاء والدراسات الاقتصادية سنة 2009 م. وترأس Bernard Czerwinski البلدية خلال فترة (2008-2014).